# 999-9999
999-9999 – tajski horror z 2002 roku.

## Opis fabuły
Kraj wstrząśnięty jest zdarzeniem, które miało miejsce w północnej Tajlandii. Otóż przed szkołą nabito uczennicę na maszt szkolny z niewiadomego powodu. Sprawca morderstwa jest nieznany - nie pozostawił po sobie żadnych śladów. 
Tymczasem do szkoły w Phuket przenosi się uczennica ze szkoły, przed którą miało miejsce to straszne morderstwo (Sririta Jensen). Od razu wzbudza ogromne zainteresowanie u grupki licealistów, którzy chcą się z nią poznać. Wkrótce im się to udaje i Rainbow - bo tak nazywa się dziewczyna - wyjawia im tajemnicę morderstwa. 
Otóż dziewczyna, którą nabito na maszt, zadzwoniła pod numer, którego nigdy nie powinna wykręcać: 999-9999. Spełnia on życzenia, jednak kiedy to zrobi, dzieją się straszne rzeczy. Grupka początkowo nie wierzy w opowieść Rainbow. Jeden chłopak, Chi (Thepparit Raiwin), chcąc się przekonać, dzwoni pod 999-9999 i prosi rozmówcę o dziwnym głosie o Ferrari. Następnego dnia samochód stoi pod jego domem. Jeszcze tego samego dnia Chi wygrywa wszystko, co tylko można (w supermarkecie jako milionowy klient, itp.) Przerażony, uświadamia sobie, że teraz on powinien zginąć. Ostrzega przyjaciół, jednak ci, zachęceni widokiem obiektów swych marzeń, także dzwonią pod ten numer. A w nocy sprawy przybierają niespodziewany obrót...
W Malezji film jest dostępny w dwóch wersjach - wersji pełnej oraz skróconej, z której wycięto większość brutalnych scen. Pełna wersja jest dostępna od 18, a skrócona - od 16 lat. Jednak w Tajlandii i innych krajach 999-9999 jest tylko w jednej, pełnej wersji od 18 lat.